# Galeodes subbarbarus
Galeodes subbarbarus är en spindeldjursart som beskrevs av Lodovico di Caporiacco 1941. Galeodes subbarbarus ingår i släktet Galeodes och familjen Galeodidae. Inga underarter finns listade i Catalogue of Life.